# Паразит (филм, 2019)
„Паразит“ (на корейски: 기생충) е южнокорейска черна комедия от 2019 г. на режисьора Пон Джун Хо. В него се разказва за членовете на бедно семейство, които целят да заработят за богато семейство, преструвайки се на несвързани помежду си висококвалифицирани професионалисти.
На наградите Оскар през 2020 г. филмът е номиниран в шест категории, сред които за най-добър филм, най-добър режисьор и най-добър международен филм, ставайки първият южнокорейски филм, номиниран в тези категории. Филмът печели 4 от тези награди, включително и за най-добър филм, ставайки първият филм на различен от английски език, който получава тази награда. На наградите Златен глобус през същата година филмът печели наградата в категория най-добър чуждоезичен филм. На наградите БАФТА през същата година получава четири номинации.

## Сюжет
Филмът разглежда живота на две семейства в Сеул – едно богато и едно бедно. Синът от бедното семейство успява да си издейства работа като учител по английски в богатото семейство. Впоследствие чрез манипулация и хитрост цялото негово семейство получава работа при богатото такова – дъщерята става арт терапевт на най-малкото дете, бащата става личен шофьор на семейството, а майката поема ролята на домакинка. За сметка на това предишният шофьор и домакинка губят работата си. Проблемите започват когато бедното семейство установява, че в къщата, в която работят, има тайно подземие, в което вече 4 години живее мъжът на предишната домакинка.